# Bazauges
Bazauges est une commune du Sud-Ouest de la France située dans le département de la Charente-Maritime, en région Nouvelle-Aquitaine.
Le bourg est composé de plusieurs hameaux dont les vieilles ruelles sont bordées de maisons anciennes. À l'arrière de l'église, de petites croix ont été gravées par les pèlerins de Saint-Jacques. Au-dessus de la porte d'entrée, on peut lire « on m'a rétabli tout à neuf en l'an 1789 ».
Ses habitants sont appelés les Bazaugiens et les Bazaugiennes.

## Géographie

### Communes limitrophes
|        | Fontaine-Chalendray |                                |
| Cressé | Bazauges            | Ranville-Breuillaud (Charente) |
|        | Beauvais-sur-Matha  |                                |

## Urbanisme

### Typologie
Au 1er janvier 2024, Bazauges est catégorisée commune rurale à habitat dispersé, selon la nouvelle grille communale de densité à 7 niveaux définie par l'Insee en 2022.
Elle est située hors unité urbaine et hors attraction des villes,.

### Occupation des sols
L'occupation des sols de la commune, telle qu'elle ressort de la base de données européenne d’occupation biophysique des sols Corine Land Cover (CLC), est marquée par l'importance des territoires agricoles (99,7 % en 2018), une proportion identique à celle de 1990 (99,7 %). La répartition détaillée en 2018 est la suivante : 
terres arables (87,3 %), zones agricoles hétérogènes (10,7 %), cultures permanentes (1,7 %), forêts (0,3 %). L'évolution de l’occupation des sols de la commune et de ses infrastructures peut être observée sur les différentes représentations cartographiques du territoire : la carte de Cassini (XVIIIe siècle), la carte d'état-major (1820-1866) et les cartes ou photos aériennes de l'IGN pour la période actuelle (1950 à aujourd'hui).

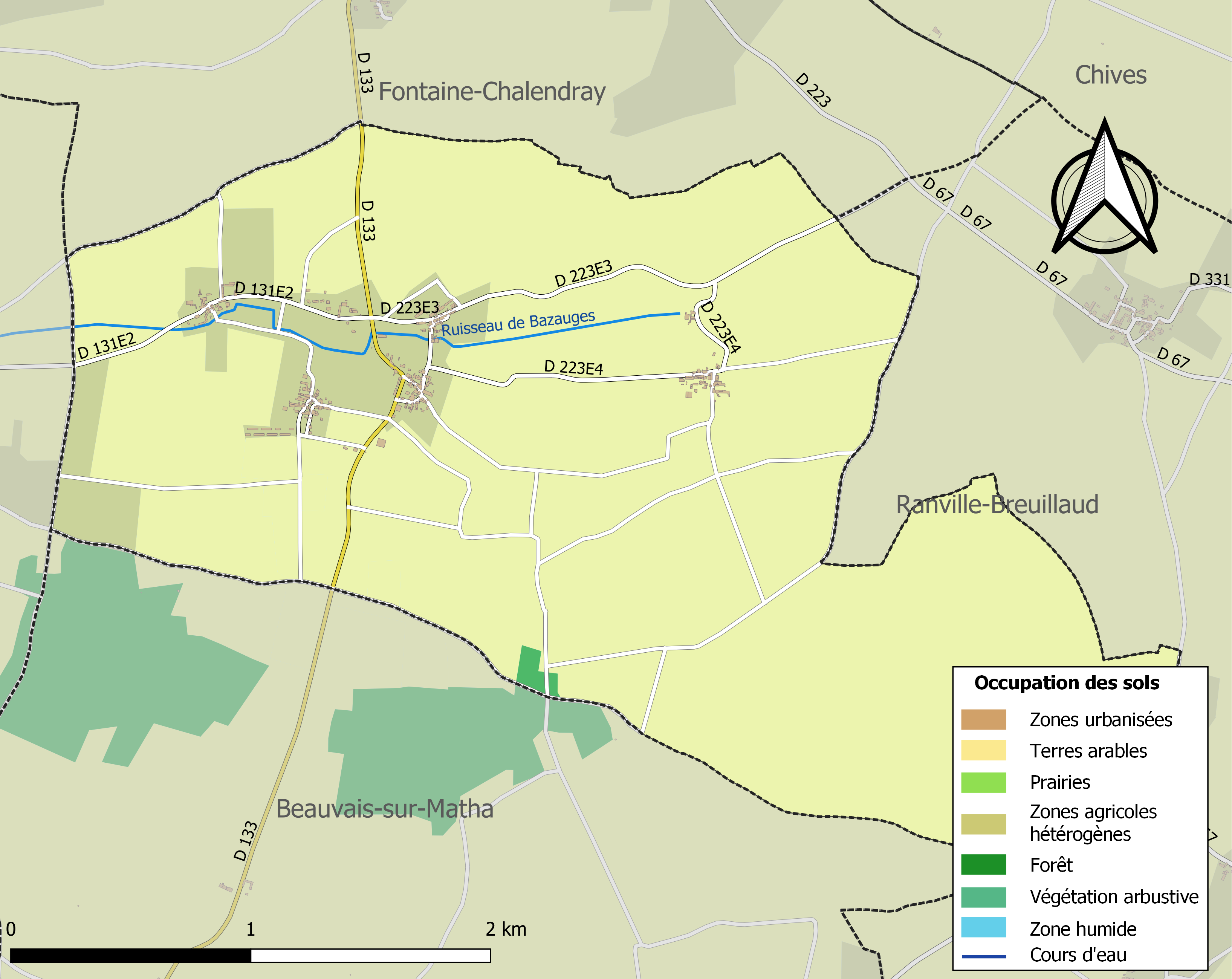
Carte des infrastructures et de l'occupation des sols de la commune en 2018 (CLC).

### Risques majeurs
Le territoire de la commune de Bazauges est vulnérable à différents aléas naturels : météorologiques (tempête, orage, neige, grand froid, canicule ou sécheresse), inondations, mouvements de terrains et séisme (sismicité modérée). Il est également exposé à un risque technologique,  le transport de matières dangereuses. Un site publié par le BRGM permet d'évaluer simplement et rapidement les risques d'un bien localisé soit par son adresse soit par le numéro de sa parcelle.

#### Risques naturels
Certaines parties du territoire communal sont susceptibles d’être affectées par le risque d’inondation par débordement de cours d'eau. La commune a été reconnue en état de catastrophe naturelle au titre des dommages causés par les inondations et coulées de boue survenues en 1982, 1999, 2010 et 2018,.

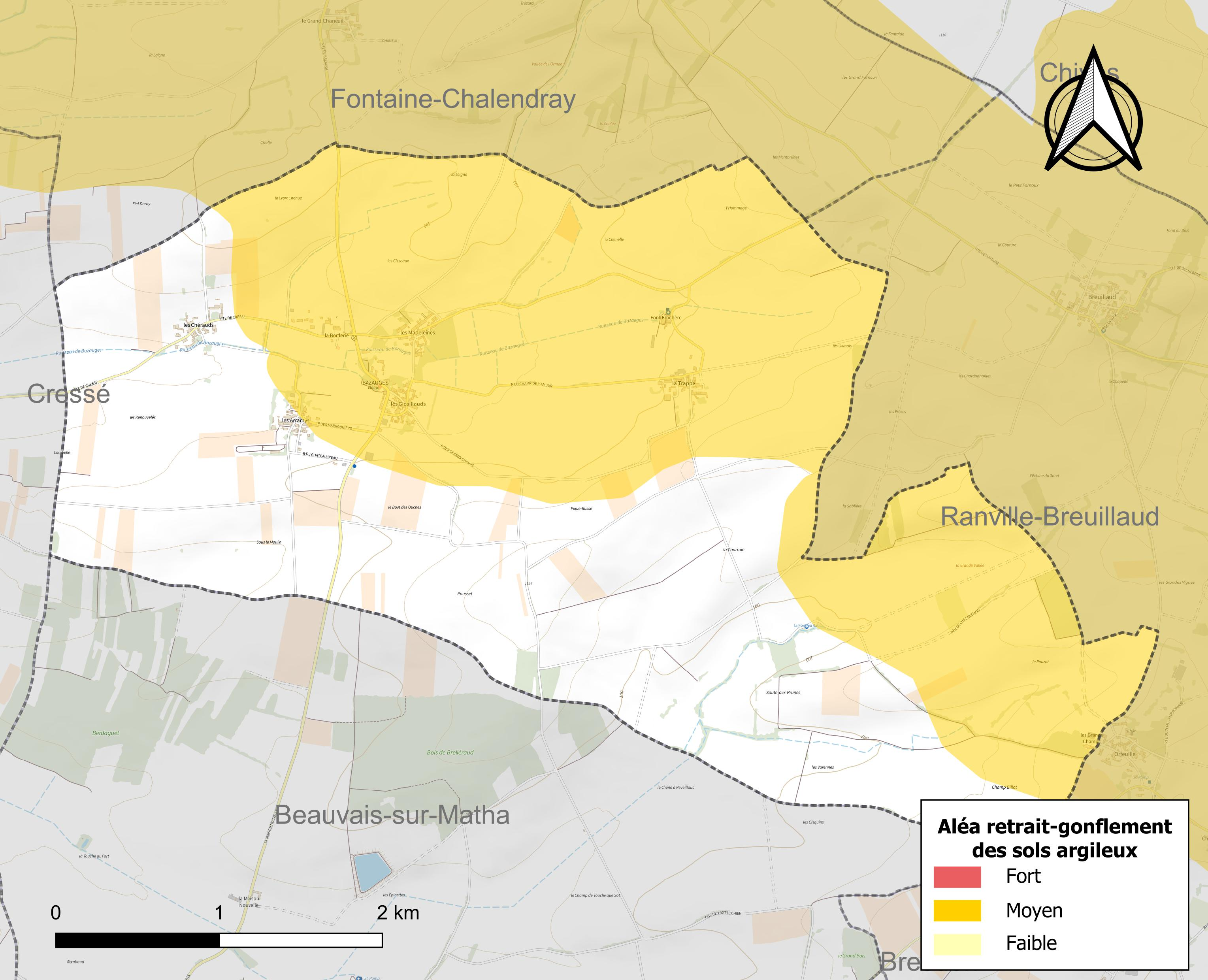
Carte des zones d'aléa retrait-gonflement des sols argileux de Bazauges.

Les mouvements de terrains susceptibles de se produire sur la commune sont des tassements différentiels.
Le retrait-gonflement des sols argileux est susceptible d'engendrer des dommages importants aux bâtiments en cas d’alternance de périodes de sécheresse et de pluie. 53,8 % de la superficie communale est en aléa moyen ou fort (54,2 % au niveau départemental et 48,5 % au niveau national). Sur les 86 bâtiments dénombrés sur la commune en 2019,  61 sont en aléa moyen ou fort, soit 71 %, à comparer aux 57 % au niveau départemental et 54 % au niveau national. Une cartographie de l'exposition du territoire national au retrait gonflement des sols argileux est disponible sur le site du BRGM,.
Par ailleurs, afin de mieux appréhender le risque d’affaissement de terrain, l'inventaire national des cavités souterraines permet de localiser celles situées sur la commune.
Concernant les mouvements de terrains, la commune a été reconnue en état de catastrophe naturelle au titre des dommages causés par des mouvements de terrain en 1999 et 2010.

#### Risques technologiques
Le risque de transport de matières dangereuses sur la commune est lié à sa traversée par une ou des infrastructures routières ou ferroviaires importantes ou la présence d'une canalisation de transport d'hydrocarbures. Un accident se produisant sur de telles infrastructures est susceptible d’avoir des effets graves sur les biens, les personnes ou l'environnement, selon la nature du matériau transporté. Des dispositions d’urbanisme peuvent être préconisées en conséquence.

## Toponymie
Du latin basilica, lieu où se rendait la justice, ainsi que le mentionne les frères Parfaict dès 1730 : "il suffit de remarquer que tous les lieux qui s'appellent dans les textes latins basilica ont porté en français depuis plusieurs siècles les noms de Bazoche, Bazoge, ou Bazouges. Or le premier usage que les Romains aient fait du terme basilica a été pour désigner les auditoires spacieux où les Préteurs rendaient la justice". Il faut cependant souligner que parmi tous les Bazoges, Bazoches et autres Bazouges, aucun n'a livré de vestiges d'une telle installation.
En poitevin-saintongeais, la commune est appelée Badàujhe.

## Administration

### Liste des maires
| Période                                  | Période  | Identité       | Étiquette | Qualité                    |
| ---------------------------------------- | -------- | -------------- | --------- | -------------------------- |
| 2001                                     | 2014     | Guy Clémenceau |           |                            |
| 2014                                     | En cours | Jacques Baron  | PS        | Retraité de l'enseignement |
| Les données manquantes sont à compléter. |          |                |           |                            |

## Démographie

### Évolution démographique
L'évolution du nombre d'habitants est connue à travers les recensements de la population effectués dans la commune depuis 1793. Pour les communes de moins de 10 000 habitants, une enquête de recensement portant sur toute la population est réalisée tous les cinq ans, les populations de référence des années intermédiaires étant quant à elles estimées par interpolation ou extrapolation. Pour la commune, le premier recensement exhaustif entrant dans le cadre du nouveau dispositif a été réalisé en 2005.

En 2022, la commune comptait 104 habitants, en évolution de −14,05 % par rapport à 2016 (Charente-Maritime : +4,04 %, France hors Mayotte : +2,11 %).
| 1793 | 1800 | 1806 | 1821 | 1831 | 1836 | 1841 | 1846 | 1851 |
| ---- | ---- | ---- | ---- | ---- | ---- | ---- | ---- | ---- |
| 177  | 187  | 167  | 170  | 245  | 359  | 366  | 396  | 389  |

| 1856 | 1861 | 1866 | 1872 | 1876 | 1881 | 1886 | 1891 | 1896 |
| ---- | ---- | ---- | ---- | ---- | ---- | ---- | ---- | ---- |
| 370  | 385  | 383  | 354  | 339  | 325  | 303  | 274  | 263  |

| 1901 | 1906 | 1911 | 1921 | 1926 | 1931 | 1936 | 1946 | 1954 |
| ---- | ---- | ---- | ---- | ---- | ---- | ---- | ---- | ---- |
| 280  | 278  | 264  | 243  | 231  | 230  | 231  | 222  | 231  |

| 1962 | 1968 | 1975 | 1982 | 1990 | 1999 | 2005 | 2006 | 2010 |
| ---- | ---- | ---- | ---- | ---- | ---- | ---- | ---- | ---- |
| 232  | 207  | 182  | 159  | 148  | 130  | 126  | 125  | 136  |

| 2015 | 2020 | 2022 | - | - | - | - | - | - |
| ---- | ---- | ---- | - | - | - | - | - | - |
| 124  | 109  | 104  | - | - | - | - | - | - |

### Pyramide des âges
La population de la commune est relativement âgée.
En 2018, le taux de personnes d'un âge inférieur à 30 ans s'élève à 14,7 %, soit en dessous de la moyenne départementale (29 %). À l'inverse, le taux de personnes d'âge supérieur à 60 ans est de 60,5 % la même année, alors qu'il est de 34,9 % au niveau départemental.
En 2018, la commune comptait 55 hommes pour 59 femmes, soit un taux de 51,75 % de femmes, légèrement inférieur au taux départemental (52,15 %).
Les pyramides des âges de la commune et du département s'établissent comme suit.
| Hommes | Classe d’âge | Femmes |
| ------ | ------------ | ------ |
| 0,0    | 90 ou +      | 8,9    |
| 22,6   | 75-89 ans    | 21,4   |
| 34,0   | 60-74 ans    | 33,9   |
| 20,8   | 45-59 ans    | 19,6   |
| 5,7    | 30-44 ans    | 3,6    |
| 7,5    | 15-29 ans    | 10,7   |
| 9,4    | 0-14 ans     | 1,8    |

| Hommes | Classe d’âge | Femmes |
| ------ | ------------ | ------ |
| 1,1    | 90 ou +      | 2,6    |
| 10,1   | 75-89 ans    | 12,6   |
| 22     | 60-74 ans    | 23,2   |
| 20,1   | 45-59 ans    | 19,7   |
| 16,1   | 30-44 ans    | 15,6   |
| 15,2   | 15-29 ans    | 12,7   |
| 15,4   | 0-14 ans     | 13,6   |

## Lieux et monuments

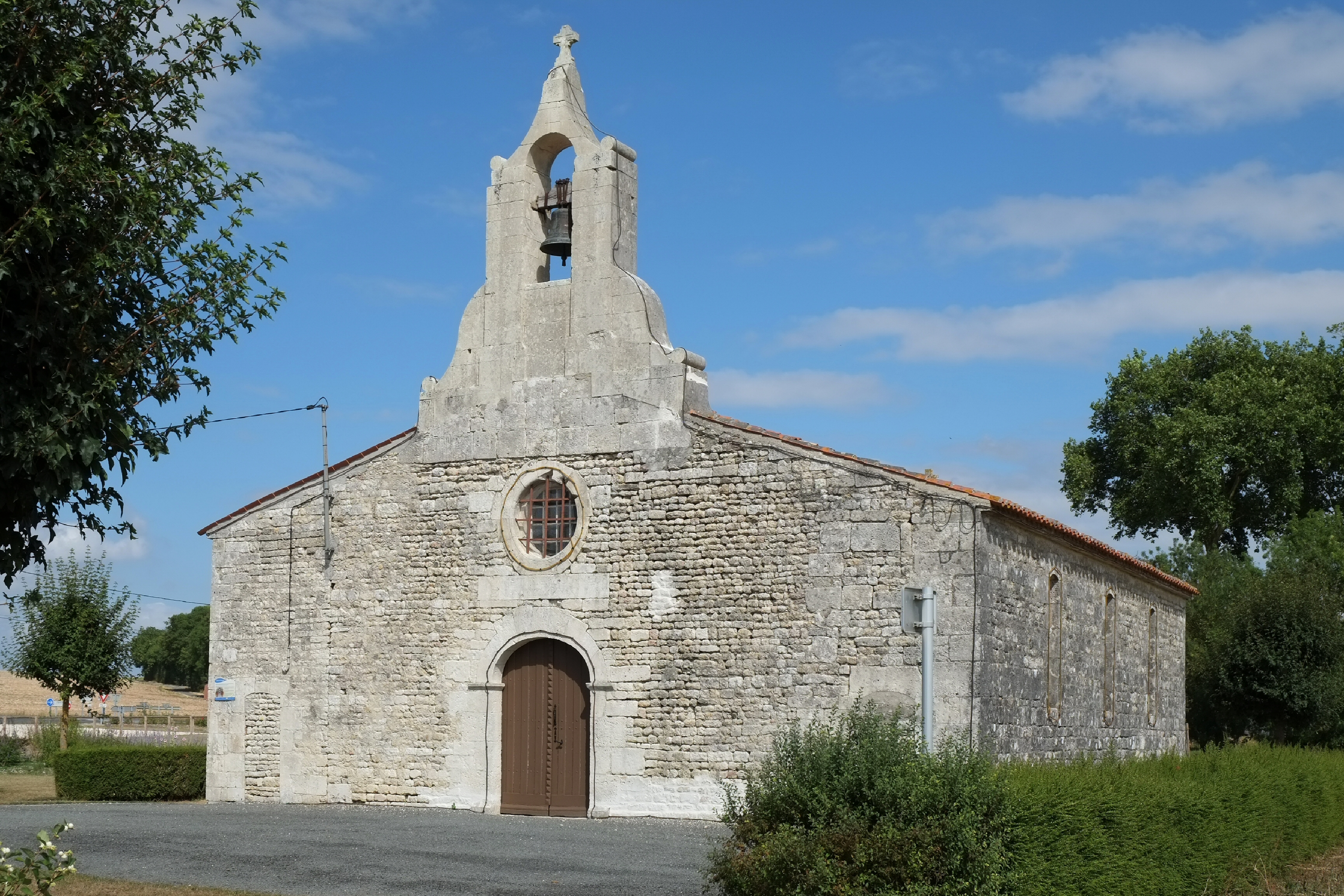
Église Saint-Martin.

- L'église Saint-Martin. Cette église a une origine très ancienne puisqu'elle est citée en 1295 dans le testament de Guillaume Lecourt, bourgeois de Beauvais. Elle était initialement une chapelle seigneuriale. Michel Frétard, prêtre, fonda la paroisse en 1685. Cette église fort simple est dédiée à saint Martin, grand apôtre des Gaules. Sur sa façade est un grand oculus surmonté du pignon campanile supportant la cloche Marie-Madeleine, du nom de sa marraine. Elle fut baptisée en 1882. Au-dessus de la porte, une large inscription gravée en lettres capitales dit : On m'a rétablie tout à neuf en l'an 1789 MDCCLXXXIX.